# Villiappally
Villiappally là một thị trấn thống kê (census town) của quận Kozhikode thuộc bang Kerala, Ấn Độ.

## Nhân khẩu
Theo điều tra dân số năm 2001 của Ấn Độ, Villiappally có dân số 31.763 người. Phái nam chiếm 48% tổng số dân và phái nữ chiếm 52%. Villiappally có tỷ lệ 81% biết đọc biết viết, cao hơn tỷ lệ trung bình toàn quốc là 59,5%: tỷ lệ cho phái nam là 85%, và tỷ lệ cho phái nữ là 78%. Tại Villiappally, 11% dân số nhỏ hơn 6 tuổi.